# Berberis maderensis
Berberis maderensis är en berberisväxtart som beskrevs av Richard Thomas. Lowe. Berberis maderensis ingår i släktet berberisar, och familjen berberisväxter. Inga underarter finns listade i Catalogue of Life.